# Julien Rey (raseteur, 1986)
Pour les articles homonymes, voir Julien Rey et Rey.
Julien Rey, né le 20 juillet 1986 à Arles, est un raseteur français, vainqueur de la Cocarde d'or.

## Biographie
Il commence sa carrière en course de protection, en 2005.

### Palmarès
- Cocarde d'or : 2011[1]